# رخصة تصدير
رخصة تصدير هي وثيقة حكومية تسمح للجهة ما بتصدير بضائع محددة إلى بلد معين.

## مصدر
1. ↑  مصطلحات الاستيراد والتصدير نسخة محفوظة 30 أكتوبر 2017 على موقع واي باك مشين. [وصلة مكسورة]